# Blastobasis neozona
Blastobasis neozona é uma espécie de mariposa do gênero Blastobasis pertencente à família Coleophoridae.